# Plecturocebus onanthe
Plecturocebus oenanthe é uma espécie de platirrino da família Pitheciidae e subfamília Callicebinae. Ocorre exclusivamente no no vale do rio Mayo, no Peru, San Martín.